# On My Mind (Alex Warren e Rosé)
On My Mind è un singolo del cantante statunitense Alex Warren e della cantante neozelandese-sudcoreana Rosé, pubblicato il 27 giugno 2025 come terzo estratto del primo album in studio You'll Be Alright, Kid.

## Pubblicazione
Dopo aver pubblicato il singolo Ordinary e il brano Bloodline in collaborazione con Jelly Roll, Warren ha annunciato l'uscita del suo album di debutto You'll Be Alright, Kid e la sua data di uscita, fissata per il 18 luglio. Il 18 giugno, il cantante ha pubblicato sul proprio profilo TikTok un video contenente uno spezzone del brano, rivelando ufficialmente due giorni dopo la collaborazione con Rosé.

## Classifiche
| Classifica (2025) | Posizione massima |
| ----------------- | ----------------- |
| Belgio (Fiandre)  | 34                |
| Canada            | 60                |
| Irlanda           | 53                |
| Libano            | 9                 |
| Regno Unito       | 37                |
| Stati Uniti       | 60                |

## Date di pubblicazione
| Paese                 | Data           | Formato                      | Etichetta    | Nota   |
| --------------------- | -------------- | ---------------------------- | ------------ | ------ |
| Stati Uniti d'America | 27 giugno 2025 | Download digitale, streaming | Atlantic     | [ 9 ]  |
| Italia                | 27 giugno 2025 | Contemporary hit radio       | Warner Italy | [ 10 ] |